# Austria Wochenschau
Die Austria Wochenschau war ein im öffentlichen Besitz befindliches Wochenschauunternehmen in Österreich, das von 1949 bis 1982 unter diesem Namen in den österreichischen Kinos präsent war.

## Geschichte
Die Gründung der Austria Wochenschau in Wien VII, Siebensterngasse 19 basierte auf einem Grundsatzvertrag vom Juni 1949 zwischen der österreichischen Bundesregierung und den vier alliierten Besatzungsmächten. Man wollte seitens der Bundesregierung den Österreichpatriotismus fördern und die heimischen Wiederaufbauleistungen hervorheben. Erster Geschäftsführer der Austria Wochenschau war Ernst Marboe.
Mehrheitseigentümer des Unternehmens war mit 52 % der Staat, mit je 24 % waren die SPÖ-nahe Wiener Kinokette KIBA und der ÖVP-nahe Sascha-Filmverleih beteiligt. Das 1945–1966 herrschende politische Proporzsystem kam also in der Austria Wochenschau institutionell zum Ausdruck. Es machte sich aber auch in der Gestaltung der Filmbeiträge  mit ihren bewusst zwischen "rot" und "schwarz" fein ausgewogenen Berichten bemerkbar. Ein Programm der Austria Wochenschau dauerte 8 bis 10 Minuten. 1954 bis 1971 wurde zusätzlich eine zweite, mehr international ausgerichtete  Wochenschau, das WELTJOURNAL, produziert.
1954, also vor dem Einsetzen der Konkurrenz durchs Fernsehen, zirkulierten etwa 300 Kopien pro Woche. Als Aktualitätsmedium geriet die Wochenschau ab den 1960er-Jahren aber hoffnungslos ins Hintertreffen. Die einst stark besuchten Wochenschaukinos verödeten und wurden geschlossen. Als Vorprogramme in regulären Kinos konnten sich die Wochenschauen mit weniger aktuellen Themen aber noch eine Weile halten. Der dreifache Wechsel von Signation und Logo der Austria-Wochenschau  während der 1970er-Jahre war bereits Ausdruck einer tief gehenden Krise und verzweifelter Modernisierungsbemühungen. Die dem Austropop gewidmeten Musikbeiträge der Austria Wochenschau und ihres Nachfolgers, des Magazins "Scope" (ab 1982) erwiesen sich als durchaus erfolgreich und stellen heute ein wertvolles Zeitdokument dar (sie können als Vorform des Videoclips gelten). 1985 bis 1994 wurde nur mehr HALLO KINO produziert, ein Society-Magazin mit Kinotrailern.
1999 begann das Filmarchiv Austria zum 50-Jahrjubiläum der Austria Wochenschau ein Projekt zur Aufarbeitung und Ergänzung des vorhandenen Archivmaterials.  Das Filmarchiv hat fürs breitere Publikum auch eine eigene DVD- und Video-Edition „Österreichische Wochenschauen“ ins Leben gerufen.